# Gare de Oued Keberit
La gare de Oued Keberit est une gare ferroviaire algérienne située sur le territoire de la commune de Oued Keberit, dans la wilaya de Souk Ahras.

## Situation ferroviaire
La gare est située au nord-ouest de la ville de Oued Keberit sur la ligne d'Annaba à Djebel Onk. Elle est précédée de la gare de Oued Damous et suivie de celle d'El Aouinet. La gare est en outre l'origine de la ligne de Oued Keberit à Ouenza où elle précède la gare de Aïn Chenia.

## Service des voyageurs

### Desserte
La gare de Oued Keberit est desservie par les trains régionaux de la liaison Annaba - Tébessa.
C'est aussi une gare de fret, elle permet le transit des trains en provenance de la mine de fer d'Ouenza.